# Мелкий рогатый скот

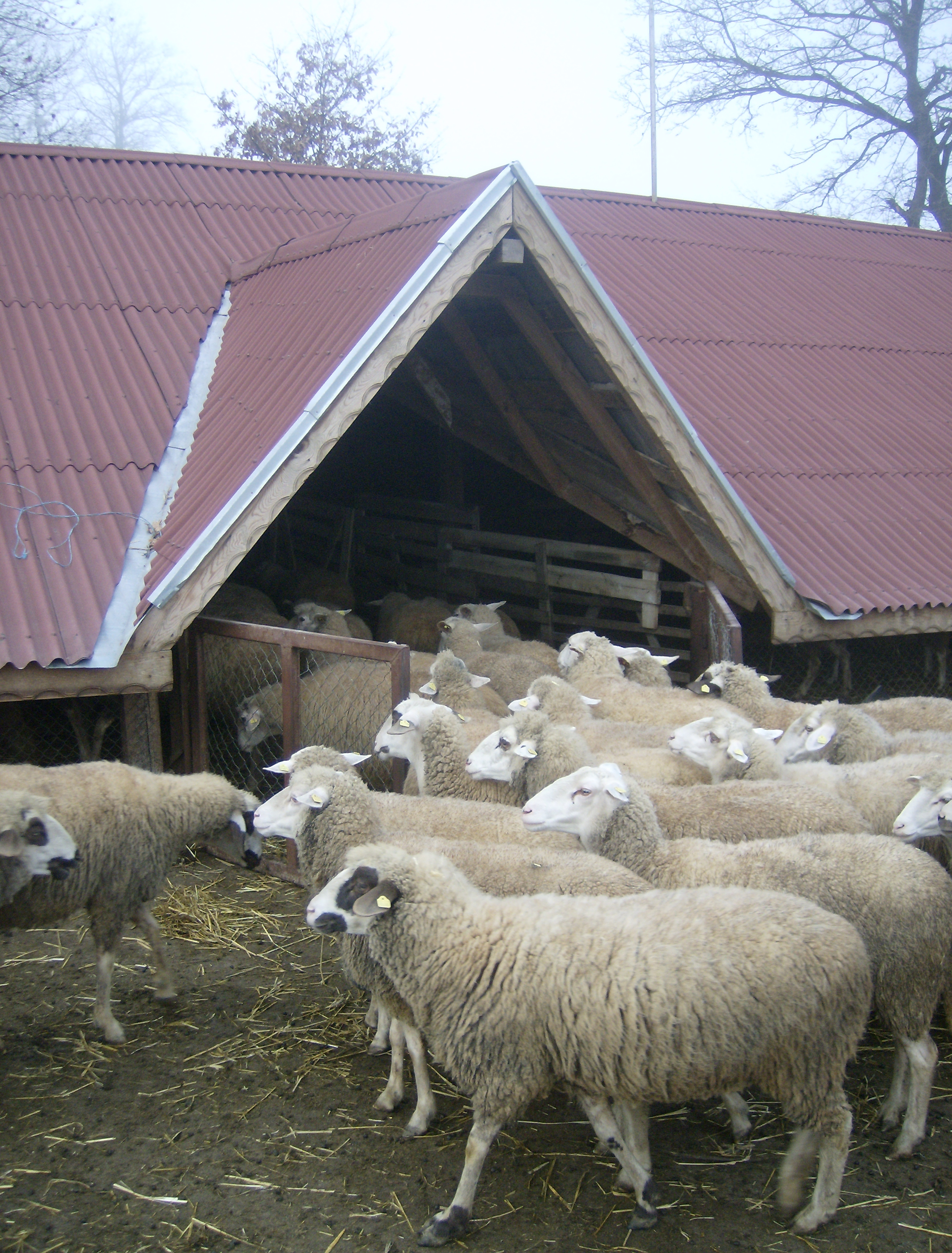
Отара овец в овчарне (загоняется в закрытый баз)

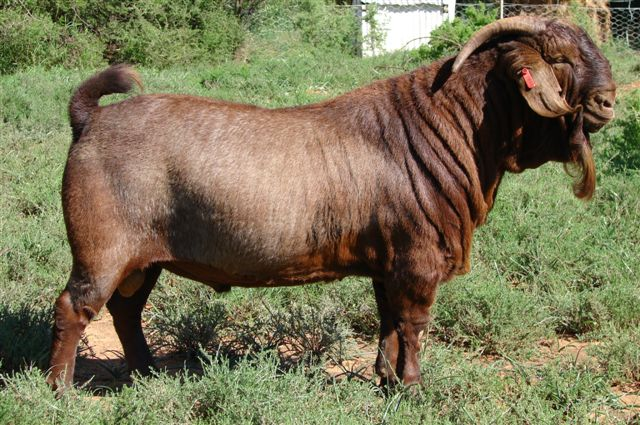
Козёл мясной породы «Kalahari Red»

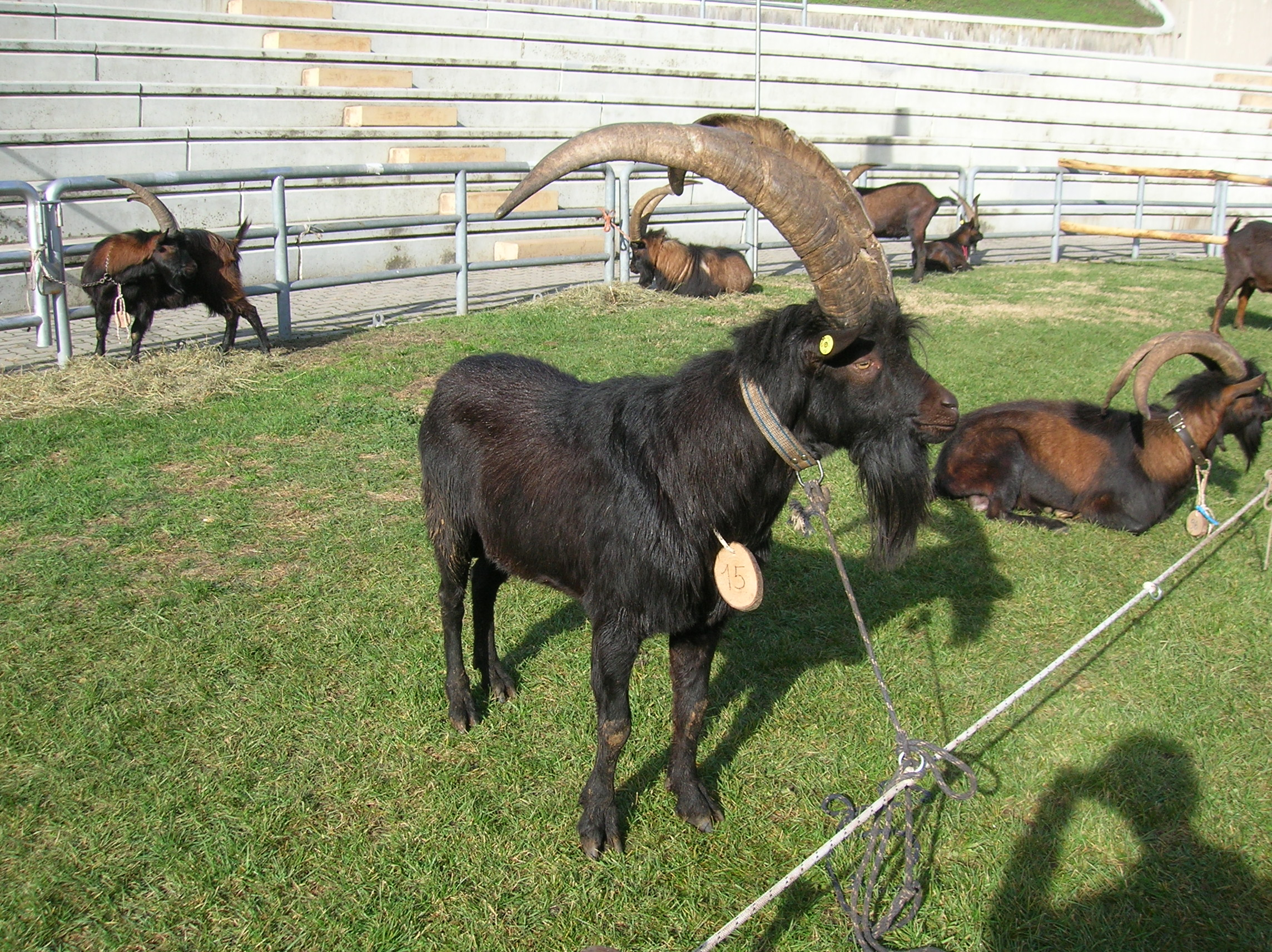
Бойцовая порода коз «Valdostana»

Мелкий рогатый скот (МРС) — сельскохозяйственные животные подсемейства Козьи (Caprinae) основное назначение которых — производство шкуры, шерсти, мяса, молока, сала, ланолина, кетгута и др., а также для развлечений (козьи и бараньи бои). Из представителей мелкого рогатого скота чаще разводятся животные из родов Ovis (Бараны) и Capra (Горные козлы), в первую очередь видов домашняя овца и домашняя коза, реже — животные других родов.
Выпас мелкого рогатого скота наносит большой урон растениям, так как рогатый скот при поедании растений вырывает их с корнем.
Некоторые виды и породы мелкого рогатого скота:

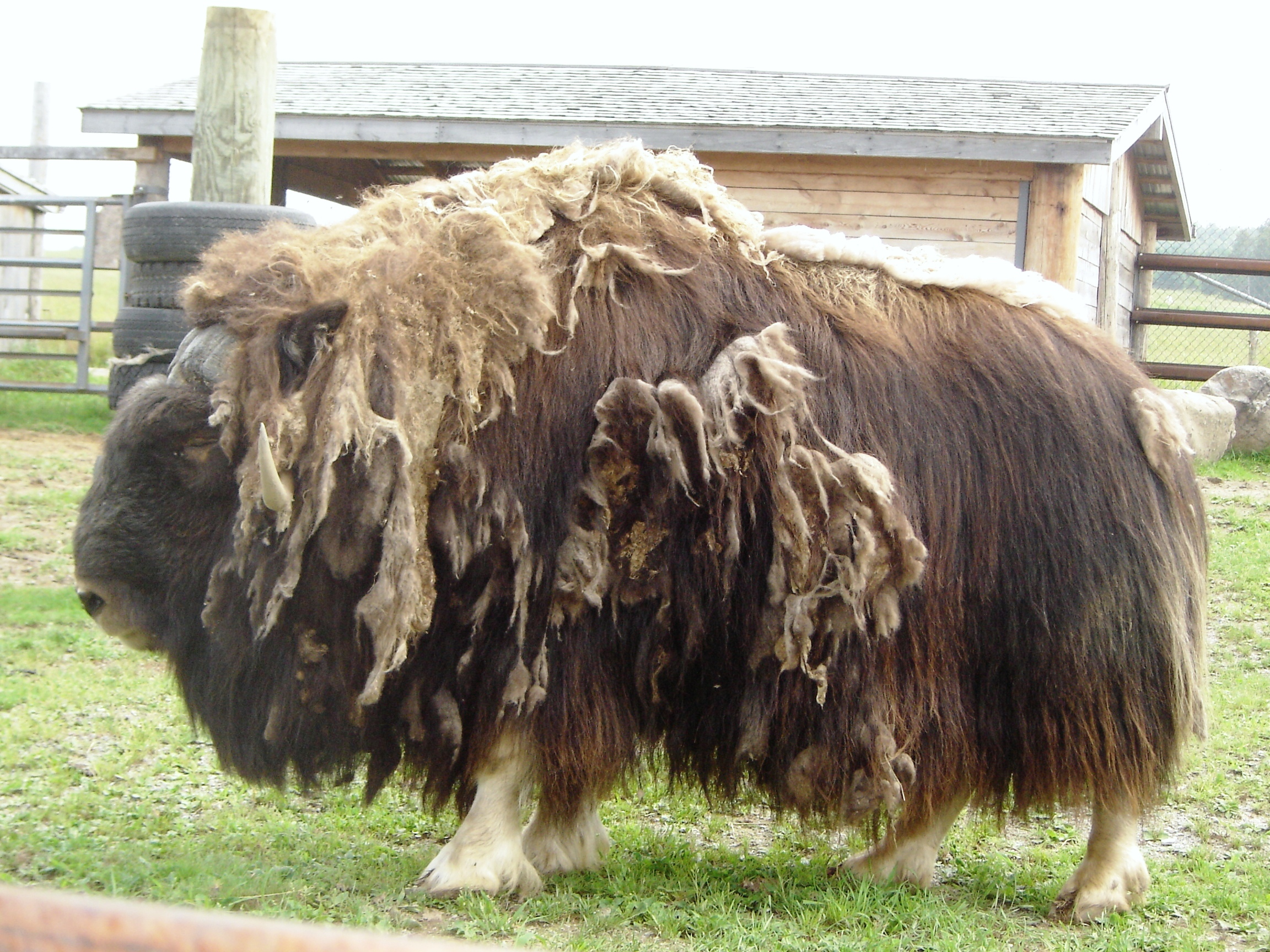
Овцебык — перспективное животное, одомашнивание которого начато в XX веке
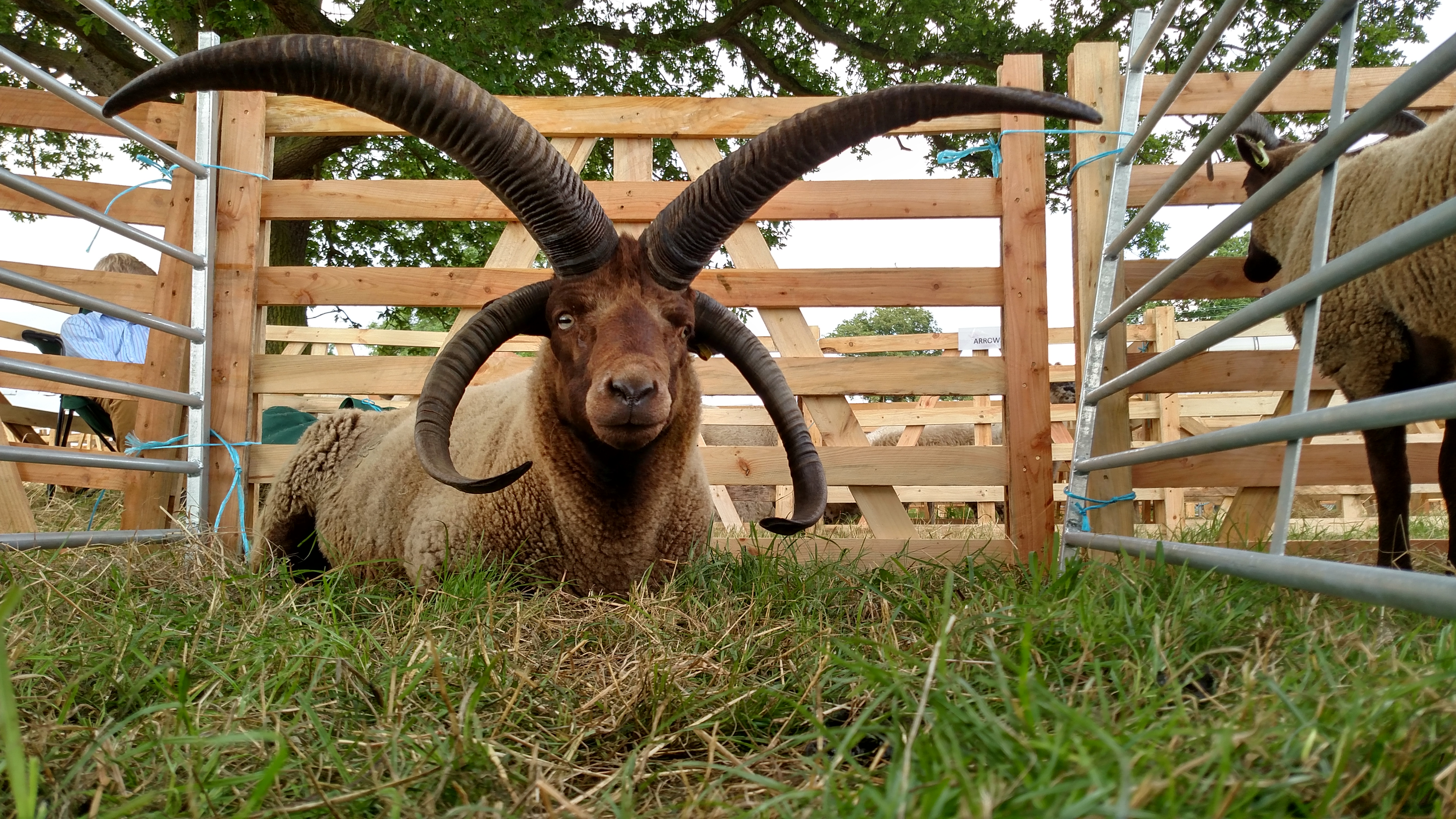
Баран породы «Manx Loaghtan[англ.]» с 2-3 парами рогов в выведении которой вероятно принимали участие вымершие джерсийские овцы
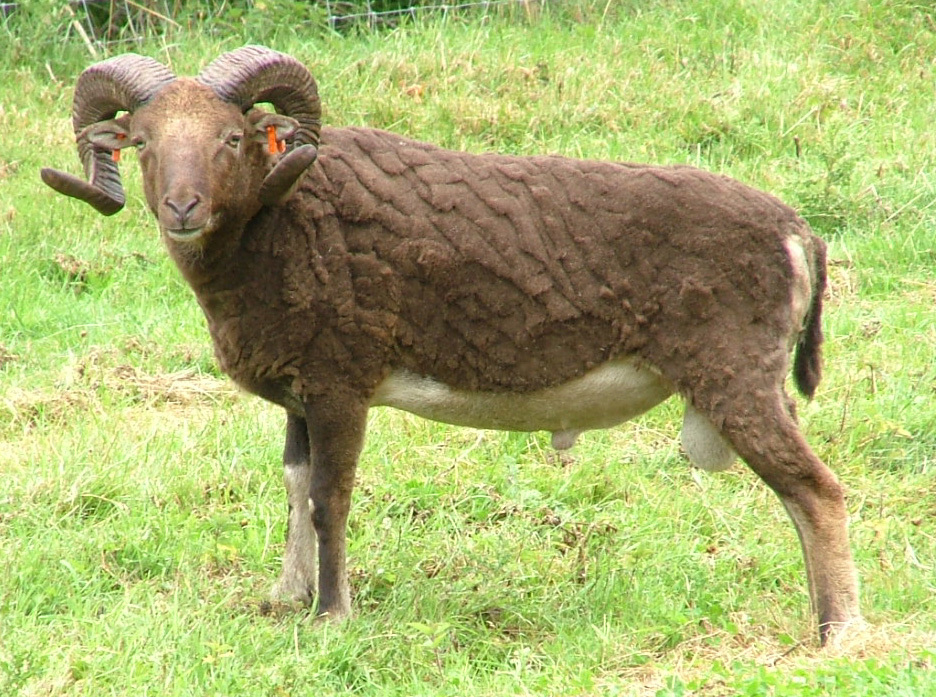
Обстриженный баран породы «Castlemilk Moorit[англ.]» в выведении которой принимали участие муфлоны
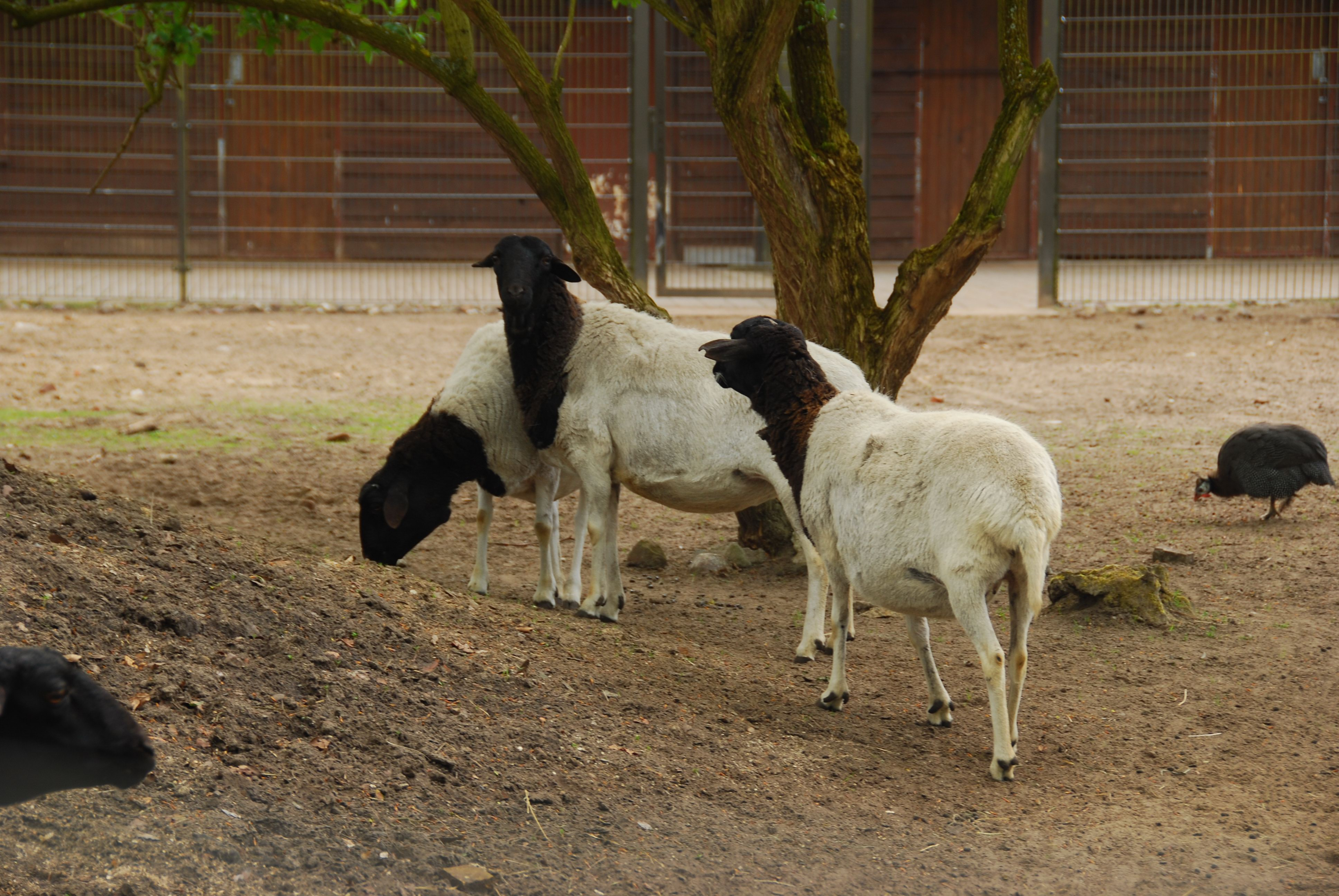
Овцы породы «Blackhead Persian[англ.]» в выведении которой принимали участие архары
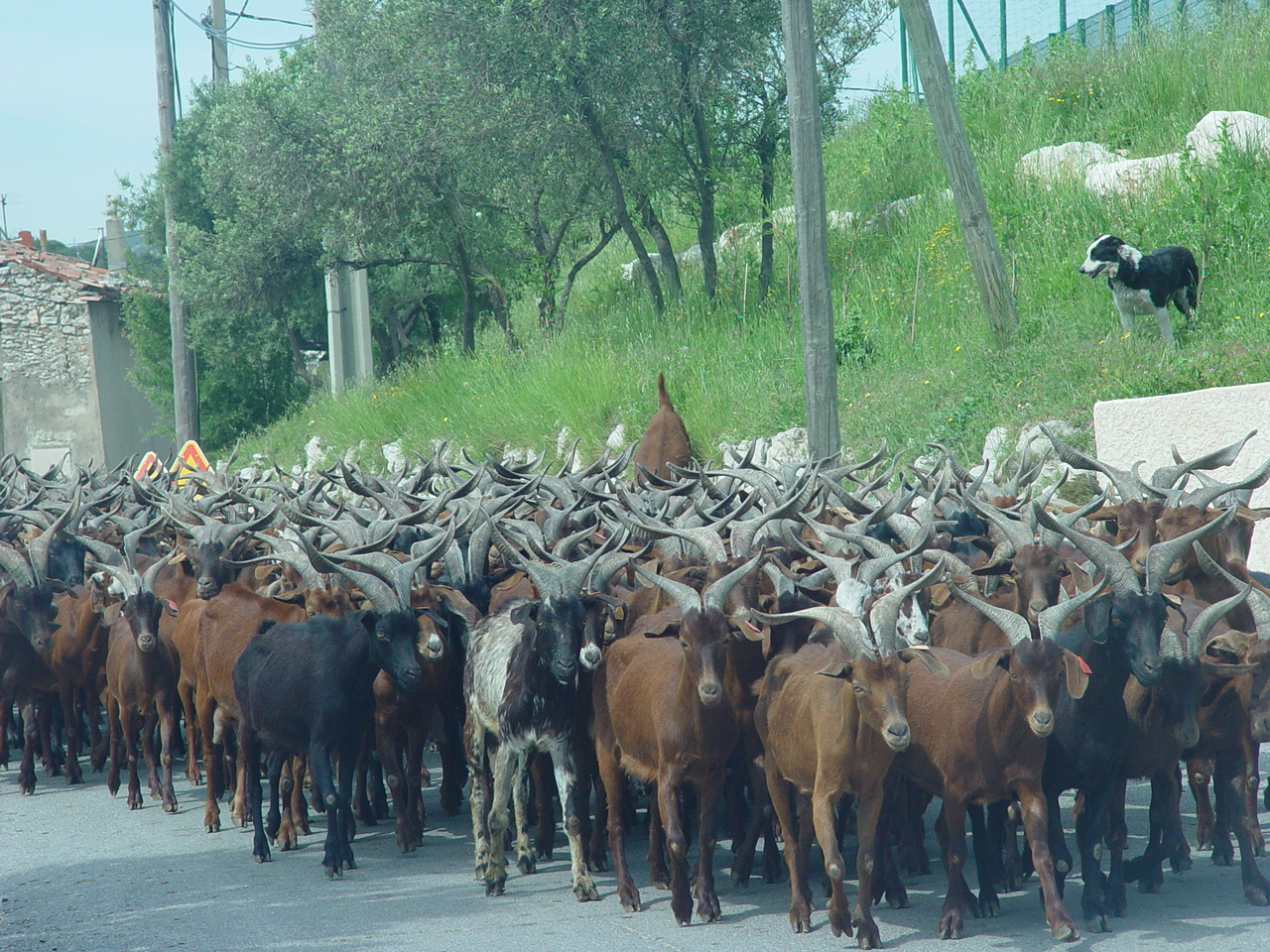
Стадо коз породы «Rove[фр.]»